# Institute of Contemporary Arts
Ne doit pas être confondu avec Institute of Contemporary Art (Philadelphie).
Pour les articles homonymes, voir ICA.
L'Institute of Contemporary Arts ou ICA est un centre d'art moderne situé sur l'avenue The Mall à Londres. Il fut fondé en 1947 par Peter Watson, Herbert Read, Geoffrey Grigson et Roland Penrose. Il comprend plusieurs galeries d'exposition, deux salles de cinéma et un bar.
En 1950, Jane Drew s'est chargé de la décoration intérieure, mais le centre fit aussi appel plus tard à des artistes comme Theo Crosby, Maxwell Fry, Eduardo Paolozzi, Nigel Henderson, Neil Morris & Terence Conran pour des collaborations de même nature.

## Exposants célèbres
Pablo Picasso, la première femme à y exposer fut Fahrelnissa Zeid en 1956, Lucien Clergue, Jackson Pollock, Yves Klein, Desmond Morris, Gerhard Richter, Jeff Koons, Nan Goldin, Peter Blake, Keith Haring, Cindy Sherman, Cartier-Bresson, Yoko Ono, Derek Jarman, Damien Hirst, Jennifer Bolande ...
En 1976, à l'invitation de Ted Little (directeur du ICA depuis 1974), l'exposition du collectif COUM Transmissions intitulée Prostitution crée le scandale, et sera décrite comme «l'une des expositions les plus controversées dans l'histoire de l'art britannique»,.